# Acraea decora
Acraea decora är en fjärilsart som beskrevs av Gustav Weymer 1901. Acraea decora ingår i släktet Acraea och familjen praktfjärilar. Inga underarter finns listade i Catalogue of Life.